# بریت‌پاپ
بریت‌پاپ (به انگلیسی: Britpop) زیر سبکی از موسیقی آلترنتیو راک است که منشأ اصلی آن بریتانیا است. بریت پاپ از موسیقی مستقل انگلستان در اوایل دهه ۱۹۹۰ و تحت تأثیر گیتار پاپ دهه‌های ۱۹۶۰ و ۱۹۷۰ بیرون آمد. جنبش بریت پاپ پاسخی بود به موسیقی و استایل‌های اواخر دهه ۱۹۸۰ و اوایل ۱۹۹۰ و خصوصاً به موسیقی گرانج که در آمریکا بسط پیدا کرده بود.
مضامین آثار هنرمندان این سبک، اوایل بیشتر دربارهٔ فرهنگ اصیل بریتانیایی بود و موسیقی آن‌ها نیز به شدت تحت تأثیر گیتار بریتانیایی قرار داشت.
از گروه‌های اصلی و پیشرو این سبک می‌توان به اوسیس، بلر، پالپ، سوپرگرس، اسلیپر، الاستیکا و سوید اشاره کرد.